# (2775) Odishaw
(2775) Odishaw (1953 TX2; 1981 CJ) ist ein ungefähr zehn Kilometer großer Asteroid des inneren Hauptgürtels, der am 14. Oktober 1953 im Rahmen des Indiana Asteroid Programs am Goethe-Link-Observatorium in Brooklyn, Indiana (IAU-Code 760) entdeckt wurde. Durch das Indiana Asteroid Program wurden insgesamt 119 Asteroiden neu entdeckt. Er gehört zur Hertha-Familie, einer Gruppe von Asteroiden, die nach (135) Hertha benannt ist.

## Benennung
(2775) Odishaw wurde nach dem Geophysiker Hugh Odishaw (1916–1984) benannt, der geschäftsführender Sekretär des nationalen US-Komitees zum Internationalen Geophysikalischen Jahr war.